# Історія української географії (журнал)
«Істо́рія украї́нської геогра́фії» — всеукраїнський науково-теоретичний часопис. Виходить у Тернополі від 2000 під егідою Українського географічного товариства, ТНПУ та Географічної комісії НТШ двічі на рік.
Шеф-редактор — професор Олег Шаблій (м. Львів), редактор — професор Ольга Заставецька (м. Тернопіль).
Редактором перших 2-х випусків був ініціатор видання, доцент Б. Заставецький.
Рубрики: «Віхи», «Постаті», «Раритети», «Крає- і країнознавство», «Натургеографічні та геоекологічні студії», «Антропогеографічні дослідження», «Картографічні сюжети», «Шкільна географія» та ін.
Входить у перелік наукових фахових видань України, де можна публікувати результати дисертаційних робіт на здобуття наукових ступенів.